# Payré (Ästuar)
Der Payré ist ein Ästuar im Südwesten von Frankreich, das im Département Vendée in der Region Pays de la Loire liegt.

## Geographie
Er entwässert ein zergliedertes Wattenmeer, das hauptsächlich von den kleinen Flüssen Gué Chatenay und Île Bernard gebildet wird. Der Übergang von den Fließgewässern zum Ästuar, das bereits zu den Meeresgewässern gezählt wird, ist schwer nachzuvollziehen und kann nur aus den Mündungskoordinaten der Flüsse in der französischen Gewässerdatenbank Sandre abgeleitet werden. Das hier auflaufende Wasser wird vom Payré je nach Tidenstand zum Atlantischen Ozean bei der Côte de Lumière entwässert oder vom Atlantik in das Wattenmeer eingebracht.
In den höher gelegene Abschnitten wurden bereits im Mittelalter Maßnahmen zur Entwässerung getroffen, um Raum für die landwirtschaftliche Nutzung zu erhalten. Hier wird aber auch Meersalz gewonnen und Fisch- und Austernzucht betrieben. Der eigentliche Mündungsabschnitt in das offene Meer liegt zwischen den Gemeinden Talmont-Saint-Hilaire und Jard-sur-Mer an der sogenannten Pointe du Payré. Hier befindet sich auch der Strand von Veillon, der mit seinem feinen Sand und den umgebenden Kiefernwäldern gerne von Touristen genutzt wird. Die Qualität der Badegewässer wird seit vielen Jahren durch die Verleihung der Blauen Flagge belohnt.
Der Payré gehört als nördlichstes Gebiet zum Meeresnaturpark Estuaire de la Gironde et Mer des Pertuis.